# Camillo Caccia Dominioni
Camillo Caccia Dominioni, italijanski rimskokatoliški duhovnik in kardinal, * 7. februar 1877, Milano, † 12. november 1946.

## Življenjepis
23. septembra 1899 je prejel duhovniško posvečenje.
16. junija 1921 je bil imenovan za prefekta Prefekture papeškega gospodinjstva. 
16. decembra 1935 je bil povzdignjen v kardinala in imenovan za kardinal-diakona S. Maria in Domnica.